# Noordam (schip, 1984)
De Noordam was een cruiseschip van de Holland Amerika Lijn, de derde in de geschiedenis van de rederij met deze naam. Samen met zusterschip MS Nieuw Amsterdam behoorde Noordam tot de laatste in Nederland ontworpen cruiseschepen. Het werd in 1984 in Chantiers de l'Atlantique in Frankrijk gebouwd en voer van 1984 tot 2005 voor de Nederlandse rederij.
Het schip werd door de Holland Amerika Lijn besteld nadat de Prinsendam in 1980 door brand was vergaan. De kiellegging van de Nooordam, onder bouwnummer X27, vond plaats op 14 september 1982. Na de doop vertrok het op 8 april 1984 vanuit Le Havre voor haar eerste reis naar Tampa in Florida. De Noordam beschikte op dat moment over een uitgebreide collectie oosterse kunst uit de tijd van de Verenigde Oost Indische Compagnie. In 1991 werd het schip voor het eerst grondig gerenoveerd en in datzelfde jaar uitgeroepen tot Ship Of the Year.
In 2005 werd het gecharterd aan de TUI Group die het omdoopte tot MS Thomson Celebration voor Thomson Cruises. Voormalig zusterschip Nieuw Amsterdam was al eerder overgegaan naar Thomson Cruises en voer daar onder de naam MS Thomson Spirit. De Thomson Celebration werd in 2013 gerenoveerd bij Blohm + Voss in Hamburg.
In 2017 veranderde Thomson Cruises van naam in Marella Cruises, en werd de Thomson Celebration omgedoopt tot Marella Celebration, en in 2018 verkocht aan TUI. Marella Cruises was oorspronkelijk van plan om het schip tot de zomer van 2021 te laten varen, maar door de Coronapandemie werd op 29 april 2020 bekend dat de Marella Celebration uit de vaart zou worden genomen. In augustus 2020 werd het schip verkocht om als Mare C in Turkije gesloopt te worden. Het kwam op 17 september 2022 in Aliağa aan.